# Micropodia arenula
Micropodia arenula är en svampart som först beskrevs av Alb. & Schwein., och fick sitt nu gällande namn av Jean Louis Emile Boudier 1907. Micropodia arenula ingår i släktet Micropodia och familjen Helotiaceae.   Inga underarter finns listade i Catalogue of Life.
I den svenska databasen Dyntaxa används istället namnet Microscypha arenula för samma taxon.  Arten är reproducerande i Sverige.